# Винслоу Вест (Аризона)
Винслоу Вест (енгл. Winslow West) насељено је место без административног статуса у америчкој савезној држави Аризона.

## Демографија
По попису из 2010. године број становника је 438, што је 307 (234,4%) становника више него 2000. године.
| Група             | 2000.    | 2010.       |
| Белци             | 0 (0,0%) | 163 (37,2%) |
| Афроамериканци    | 0 (0,0%) | 5 (1,1%)    |
| Азијати           | 0 (0,0%) | 0 (0,0%)    |
| Хиспаноамериканци | 2 (1,5%) | 76 (17,4%)  |
| Укупно            | 131      | 438         |